# El tiempo es dinero, la eficiencia es la vida

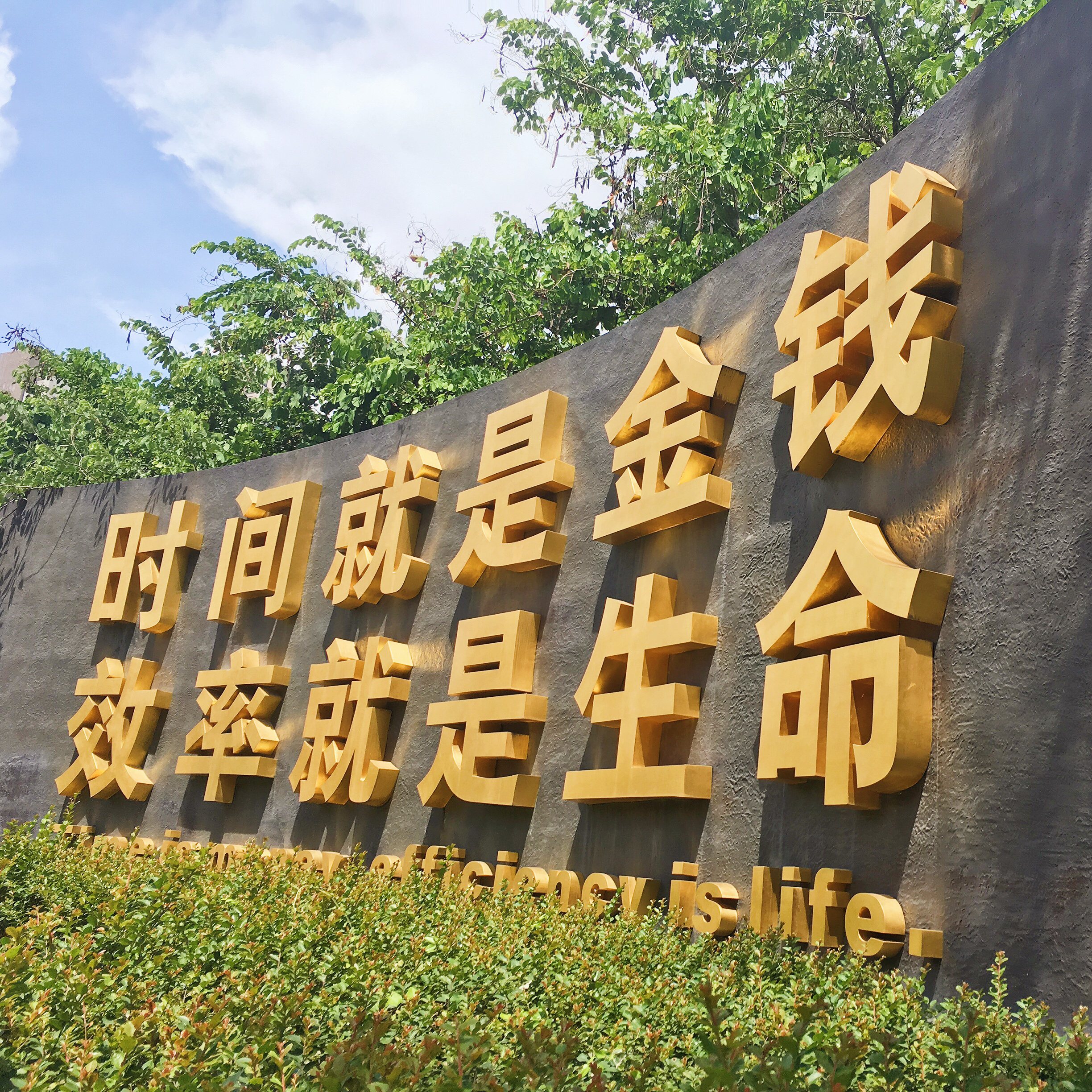
El lema se hizo un gran cartel en Shekou, Shenzhen (en el cruce de Nanhai Boulevard, Taizi Road y Gongye 1st Road).

El tiempo es dinero, la eficiencia es vida (chino: 时间 就是 金钱 ， 效率 就是 生命) es un lema bien conocido de la reforma económica china. Inicialmente fue una cita de Yuan Geng, quien la hizo pública en 1981 como director de Shekou, Shenzhen. El lema se asocia a menudo con la "velocidad de Shenzhen". Después de que Deng Xiaoping hiciera una gira de inspección a Shenzhen en 1984, el lema se hizo ampliamente conocido en toda China Continental.

## Breve historia
En diciembre de 1978, se celebró la tercera sesión plenaria del Undécimo Comité Central del Partido Comunista de China (PCC), que sustituyó al Presidente del Partido y Primer Ministro Hua Guofeng como líder supremo de facto e inició la reforma y la apertura. El 31 de enero de 1979, se estableció formalmente la Zona Industrial de Shekou, en Shenzhen, como la primera zona experimental de China para la apertura al exterior, con Yuan Geng como Comandante en Jefe del Comando de Construcción de Shekou, creando el "Modelo Shekou".

Un día de marzo de 1981, Yuan Geng tomó un barco de Hong Kong a Shekou y escribió seis consignas a bordo.
El tiempo es dinero, la eficiencia es la vida, el cliente es el emperador, la seguridad es la ley, todo se gestiona y todos tienen algo que gestionar
A continuación, Yuan Geng mostró los eslóganes a su homólogo Liang Hongkun, director general de China Merchants, y a Li Bingsheng, traductor de japonés de la Oficina de Información de China Merchants, y ambos pensaron que eran buenos. En una reunión posterior de los cuadros del polígono industrial, Yuan Geng leyó las seis consignas, que fueron aprobadas por la mayoría de los participantes, pero algunos de ellos objetaron la frase "el cliente es el emperador", diciendo que no era bueno que el Partido Comunista tratara a sus clientes como "emperadores" ("Somos el Partido Comunista, ¿cómo podemos decir que el cliente es el emperador?"). El eslogan pasó a ser "El tiempo es dinero, la eficiencia es vida", y se instaló por primera vez en Shekou.
El eslogan fue criticado entonces como un "capitalista que quiere dinero para su vida" y una "restauración capitalista", y el gigantesco eslogan "El tiempo es dinero, la eficiencia es la vida" fue puesto y quitado varias veces en la Zona Industrial de Shekou.
En enero de 1984, Deng Xiaoping, jefe del Comité Consultivo Central del Partido Comunista de China, visitó Shenzhen por primera vez y afirmó la "velocidad de Shenzhen" y el lema "El tiempo es dinero, la eficiencia es vida", diciendo que "el desarrollo de Shenzhen y la experiencia han demostrado que nuestra política de establecer zonas económicas especiales es correcta". A partir de entonces, el eslogan se extendió por todo el país, y se exhibió en la ceremonia del Día Nacional del 1 de octubre de 1984, cuando el colorido coche de la Zona Industrial de Shekou pasó por la plaza de Tiananmen.